# ماثيو جادج
ماثيو جادج (بالإنجليزية: Matthew Judge)‏ هو لاعب كرة قدم أيرلندي، ولد في 18 يناير 1985 في لندن في المملكة المتحدة. لعب مع إبسفليت يونايتد ونادي سليغو روفرز ونادي لوتون تاون.

## وصلات خارجية
- ماثيو جادج على موقع قاعدة بيانات كرة القدم.إي يو (الإنجليزية)
- ماثيو جادج على موقع Soccerbase.com (لاعب) (الإنجليزية)